# Jolalpan
Jolalpan è una municipalità dello stato di Puebla, nel Messico centrale, il cui capoluogo è la località omonima.
Conta 12.662 abitanti (2010) e ha una estensione di 600,15 km². 	 	
Il nome della località in lingua nahuatl significa luogo di un calore ardente.